# Asim Vokshi

Emblème des brigades internationales.

Asim Vokshi (1909-1937) a fait partie de l'état-major du Bataillon Garibaldi des Brigades internationales durant la Guerre d'Espagne. C'était un Albanais du Kosovo originaire de Gjakovë alors inclus dans l'Empire ottoman. Il étudia dans une académie militaire en Italie.